# Gustav-Heinemann-Friedenspreis für Kinder- und Jugendbücher
Der Gustav-Heinemann-Friedenspreis für Kinder- und Jugendbücher wurde gestiftet, um die Verdienste des Bundespräsidenten Gustav Heinemann als Förderer der Friedensforschung und -erziehung zu würdigen und um solche Kinder- und Jugendbücher auszeichnen zu können, die in besonderer Weise geeignet sind, Kindern und Jugendlichen die Idee eines von Toleranz und Zivilcourage geprägten friedlichen Zusammenlebens zu vermitteln. Gustav Heinemann hatte anlässlich seiner Wahl 1969 die Initiative zur Gründung der Deutschen Gesellschaft für Friedens- und Konfliktforschung ergriffen, die diesen Preis bis zu ihrer Auflösung durch die Bundesregierung im Jahr 1983 vergab. Seither wird die Preisvergabe durch die nordrhein-westfälische Landesregierung vorgenommen. Die Landeszentrale für politische Bildung NRW betreut und organisiert Wettbewerb und Preisverleihung.
Das thematische und gattungsspezifische Spektrum der seit 1982 prämierten Bücher einschließlich der Buchempfehlungen ist beträchtlich und verdeutlicht, dass der Begriff des Friedens von der unabhängigen Jury von Anbeginn an weit gefasst und keine Gattung (Kinderbuch, Jugendbuch, Bilderbuch, Sachbuch) präferiert wurde. Frieden ist nach Auffassung Heinemanns weit mehr als die Abwesenheit von Krieg. Voraussetzung für eine dauerhafte Wahrung des inneren und äußeren Friedens ist das Engagement für die Menschenrechte und die Bekämpfung jeglicher Form der Diskriminierung, ebenso wie das Eintreten für den Erhalt der Schöpfung. Nicht weniger bedeutsam sind für die Jury neben dem friedenspädagogischen Aspekt Form, Ästhetik, Stil, literarische Qualität und Adressatenbezug des zu prämierenden Titels.
Der Gustav-Heinemann-Friedenspreis ist mit einer Geldprämie von 10.000 Euro verbunden (Stand 2023). Die Prämie kann geteilt werden.

## Preisträger
- 1982: Jörg Müller und Jörg Steiner für Die Menschen im Meer
- 1983: Rudolf Frank für Der Junge, der seinen Geburtstag vergaß / Els Pelgrom für Die Kinder vom achten Wald
- 1984: Gudrun Pausewang für Die letzten Kinder von Schewenborn
- 1985: Franz Nuscheler für Nirgendwo zu Hause / Nikolai Dementjew für Eingeschlossen. Ein Tag in einer belagerten Stadt
- 1986: Anatol Feid für Keine Angst, Maria / Tilde Michels und Reinhard Michl für Es klopft bei Wanja in der Nacht
- 1987: Roberto Innocenti für Rosa Weiß
- 1988: Jan de Zanger für Dann eben mit Gewalt
- 1989: Inge Meyer-Dietrich für Plascha oder: Von kleinen Leuten und großen Träumen
- 1990: Die Mädchen und Jungen der Kinderklinik Tübingen für Tränen im Regenbogen
- 1991: Virginia Hamilton und die Übersetzerin Heike Brandt für M.C. Higgins, der Große
- 1992: Arnulf Zitelmann für Paule Pizolka
- 1993: Kein Preisträger
- 1994: Arbeitsgemeinschaft S.O.S.-Rassismus für Projekthandbuch: Gewalt und Rassismus
- 1995: Eric Silver für Sie waren stille Helden – Frauen und Männer, die Juden vor den Nazis retteten
- 1996: Mecka Lind für Isabel – Ein Straßenkind in Rio
- 1997: Elin Brodin für Das Buch der Sklaven – Zehn Texte über Tiere
- 1998: Gregie de Maeyer und Koen Vanmechelen für Juul
- 1999: Dilek Zaptçıoğlu für Der Mond isst die Sterne auf
- 2000: Gerard Dhotel für Asyl
- 2001: Lutz van Dijk für Township Blues
- 2002: Mats Wahl für Der Unsichtbare
- 2003: keine Preisvergabe („Die Jury begründete ihre einstimmig getroffene Entscheidung damit, dass unter den 80 für den Preis eingereichten Titeln zwar etliche sachlich und literarisch überzeugende Bücher seien, aber keines die im Statut des Preises geforderte Kriterien für friedensfördernde Kinder- und Jugendliteratur ausreichend erfülle.“)
- 2004: Antonio Skármeta (Text) und Jacky Gleich (Illustration) für Der Aufsatz
- 2005: Elisabeth Zöller für Anton und die Zeit des unwerten Lebens
- 2006: Dolf Verroen und der Übersetzer Rolf Erdorf für Wie schön weiß ich bin
- 2007: Guus Kuijer und die Übersetzerin Sylke Hachmeister für Das Buch von allen Dingen
- 2008: Digne Meller Marcovicz für Massel. Letzte Zeugen
- 2009: Patricia McCormick und die Übersetzerin Alexandra Ernst für Verkauft
- 2010: Grit Poppe für Weggesperrt
- 2011: Kirsten Boie für Ringel, Rangel, Rosen
- 2012: Anne-Laure Bondoux für ihren Roman Die Zeit der Wunder
- 2013: Anna Kuschnarowa für Kinshasa Dreams
- 2014: Adam Jaromir, Gabriela Cichowska und Dorota Nowacka für Fräulein Esthers letzte Vorstellung. Eine Geschichte aus dem Warschauer Ghetto
- 2015: John Boyne für So fern wie nah
- 2016: Reinhard Kleist für Der Traum von Olympia – Die Geschichte von Samia Yusuf Omar
- 2017: Bernardo P. Carvalho (Illustration) und Isabel Minhós Martins (Text) für das Bilderbuch Hier kommt keiner durch!
- 2018: Rafik Schami, insbesondere für Sami und der Wunsch nach Freiheit
- 2019: Judith Burger für Gertrude grenzenlos[1]
- 2020: Kristina Scharmacher-Schreiber (Text) und Stephanie Marian (Illustration) für Wie viel wärmer ist 1 Grad ? Was beim Klimawandel passiert[2]
- 2021: Wilma Geldof (Text) und Verena Kiefer (Übersetzung) für Reden ist Verrat[3]
- 2022: Kathleen Vereecken für Alles wird gut, immer
- 2023: Anna Woltz (Text) und Andrea Kluitmann (Übersetzung) für Nächte im Tunnel[4]
- 2024: Barbara Yelin für Emmie Arbel. Die Farbe der Erinnerung